# Dope (singel BTS)
„Dope” (kor. 쩔어 Jjeoreo) – koreański singel południowokoreańskiej grupy BTS, wydany cyfrowo 29 kwietnia 2015 roku w Korei Południowej.
Razem z singlem „I NEED U” promował minialbum The Most Beautiful Moment in Life, Part 1. Singel sprzedał się w Korei Południowej w nakładzie 360 349 egzemplarzy. Teledysk do utworu ukazał się 23 czerwca 2015 na oficjalnym kanale YouTube wytwórni, został obejrzany ponad 1 mln razy w czasie krótszym niż 15 godzin. Po premierze teledysku utwór znalazł się na 3. pozycji listy World Digital Chart Billboardu, mimo że został wydany dwa miesiące wcześniej.
Japońska wersja tego utworu, pt. "DOPE -Chō yabē!-" (jap. DOPE -超ヤベー!-), pojawiła się jako B-side singla „I NEED U” oraz na minialbumie Kayōnenka pt. 1.

## Lista utworów
| Nr | Tytuł                      | Słowa                                          | Kompozycja | Produkcja | Czas |
| -- | -------------------------- | ---------------------------------------------- | ---------- | --------- | ---- |
| 1. | "Dope" (kor. 쩔어 Jjeoreo) | Pdogg, Bang Si-hyuk, Rap Monster, Suga, J-Hope | Pdogg      | Pdogg     | 4:00 |

## Notowania
| Lista                          | Najwyższa pozycja |
| ------------------------------ | ----------------- |
| Gaon Weekly Digital Chart      | 44                |
| Gaon Weekly Download Chart     | 27                |
| Billboardu World Digital Chart | 3                 |